# Chambre des députés (République dominicaine)
Pour les autres articles nationaux ou selon les autres juridictions, voir Chambre des députés.
Palais du Congrès national
La Chambre des députés (en espagnol : Cámara de Diputados) est la chambre basse du Congrès national de la République dominicaine, la chambre haute étant le Sénat. Elle est composée de 190 membres élus tous les quatre ans, selon le principe du vote préférentiel (proportionnelle).
Elle participe à l'élaboration des lois, avec le Sénat et le Président de la République. L'organisation et les fonctions de la Chambre des députés sont définies par le titre III du premier chapitre dans la deuxième Section de la Constitution de la République dominicaine.

## Composition
La Chambre des députés est composée de 190 sièges pourvus pour quatre ans dont 178 au scrutin proportionnel plurinominal dans 32 circonscriptions électorales  plurinominales correspondants aux 31 provinces en plus du district national de la capitale Saint-Domingue. Le nombre de sièges par circonscription varie en fonction de leur population, à raison d'un minimum de deux sièges plus un par tranche de 50 000 habitants, et un dernier pour une éventuelle tranche supplémentaire de 25 000 habitants. À ce total s'ajoutent 5 autres sièges compensatoires distribués en priorité aux partis ayant franchi le seuil électoral de 1 % des suffrages exprimés au niveau national mais n'ayant obtenu aucun siège dans les circonscriptions. Enfin, sept sièges sont réservés depuis 2016 à la diaspora dans une unique circonscription extranationale, selon le même mode de scrutin,
Les élections législatives ont lieu tous les quatre ans, en même temps que les élections sénatoriales, le 16 mai des années paires non divisibles par quatre (2006, 2002, 1998, etc.), sur un bulletin unique. Depuis la promulgation de la nouvelle Constitution en janvier 2010, les élections législatives coïncide désormais avec l'élection présidentielle. Le mandat des députés élu en 2010 est donc exceptionnellement étendu à six ans.
Pour être éligible comme député, il faut être âgé d'au moins 25 ans, être citoyen dominicain, jouir de ses droits civiques et politiques, être né dans la circonscription ou y être résident depuis au moins cinq années sans interruption et être présenté par l'un des partis officiellement reconnus par la Junte centrale électorale. Un mandat de député est incompatible avec la fonction publique.

## Résultats des élections
| Parti                                          | 1998 | 2002 | 2006 | 2010 | 2016 | 2020 | 2024 |
| ---------------------------------------------- | ---- | ---- | ---- | ---- | ---- | ---- | ---- |
| Parti révolutionnaire moderne (PRM)            | –    | –    | –    | –    | 44   | 88   | 134  |
| Parti de la libération dominicaine (PLD)       | 49   | 41   | 96   | 97   | 110  | 61   | 13   |
| Force du peuple (FP)                           | –    | –    | –    | –    | –    | 17   | 27   |
| Parti réformiste social chrétien (PRSC)        | 17   | 35   | 22   | 11   | 17   | 5    | 4    |
| Parti révolutionnaire dominicain (PRD)         | 83   | 74   | 60   | 75   | 17   | 3    | 1    |
| Allianza País (ALPAÍS)                         | 0    | 0    | 0    | 0    | 1    | 2    | 1    |
| Parti démocratique chrétien Quisqueyano (PQDC) | 0    | 0    | 0    | 0    | 1    | 1    | 1    |
| divers                                         |      |      |      |      |      | 13   | 9    |
| Total                                          | 149  | 150  | 178  | 183  | 190  | 190  | 190  |

## Députés
(17 septembre 2024).
Depuis les élections du 5 juillet 2020, la Chambre des députés est composé comme suit, la législature commençant officiellement le 16 août 2020, 190 membres, dans 48 circonscriptions, avec un minimum de deux députés par circonscription, 5 députés élus au niveau national par accumulation de votes et 7 députés représentant les Dominicains de l'extérieur. La liste comprend les changements intervenus depuis les élections jusqu'au 1er juillet 2021 :
| Député                                     | Province               | Circonscrip- tion | Parti         | Liste électorale |
| ------------------------------------------ | ---------------------- | ----------------- | ------------- | ---------------- |
| José Horacio Rodríguez Grullón             | Distrito Nacional      | 1                 | ALPAÍS        | ALPAÍS           |
| Omar Leonel Fernández Domínguez            | Distrito Nacional      | 1                 | FP            | PRSC             |
| Sandra Herminia Abinader Suero de Prieto   | Distrito Nacional      | 1                 | PLD           | PLD              |
| Isabel Jacqueline Ortiz Flores             | Distrito Nacional      | 1                 | PLD           | PLD              |
| Orlando Salvador Jorge Villegas            | Distrito Nacional      | 1                 | PRM           | PRM              |
| Eliazer Matos Féliz                        | Distrito Nacional      | 1                 | PRM           | PRM              |
| Lourdes Josefina Aybar Dionisio            | Distrito Nacional      | 2                 | FP            | PLD              |
| Rafael Tobías Crespo Pérez                 | Distrito Nacional      | 2                 | FP            | PLD              |
| Rafael Aníbal Díaz Rodríguez               | Distrito Nacional      | 2                 | PRM           | PRM              |
| Jesús Bienvenido Ogando Gil                | Distrito Nacional      | 2                 | PRM           | PRM              |
| Alfredo Pacheco Osoria                     | Distrito Nacional      | 2                 | PRM           | PRM              |
| Yuderka Yvelisse de la Rosa Guerrero       | Distrito Nacional      | 3                 | FP            | PRSC             |
| Manuel Elpidio Báez Mejía                  | Distrito Nacional      | 3                 | PLD           | PLD              |
| Gustavo Antonio Sánchez García             | Distrito Nacional      | 3                 | PLD           | PLD              |
| Carlos Sánchez Quezada                     | Distrito Nacional      | 3                 | PLD           | PLD              |
| Ramón Antonio Bueno Patiño                 | Distrito Nacional      | 3                 | PRM           | PRM              |
| José Miguel Cabrera                        | Distrito Nacional      | 3                 | PRM           | PRM              |
| Sergio Moya de la Cruz                     | Distrito Nacional      | 3                 | PRM           | PRM              |
| Julio Alberto Brito Peña                   | Azua                   |                   | PLD           | PLD              |
| Luis Antonio Vargas Ramírez                | Azua                   |                   | PLD           | PLD              |
| Brenda Mercedes Ogando Campos              | Azua                   |                   | PRM           | PRM              |
| Carlos Alberto Ramírez Filpo               | Azua                   |                   | PRM           | PRM              |
| Rafael Cuevas Jiménez                      | Baoruco                |                   | PLD           | PLD              |
| Olfanny Yuverka Méndez Matos               | Baoruco                |                   | PRSD          | PRM              |
| Manuel Miguel Florián Terrero              | Barahona               |                   | PHD           | PHD              |
| Rudy María Méndez                          | Barahona               |                   | PLD           | PLD              |
| Moisés Ayala Pérez                         | Barahona               |                   | PRM           | PHD              |
| Sonia Agüero Morales                       | Dajabón                |                   | PLD           | PLD              |
| Darío de Jesús Zapata Estévez              | Dajabón                |                   | PRM           | PRM              |
| Yenrry Manuel Acosta Ovalle                | Duarte                 |                   | PLD           | PLD              |
| Lupe Núñez Rosario                         | Duarte                 |                   | PLD           | PLD              |
| Nicolás Hidalgo Almánzar                   | Duarte                 |                   | PRM           | PRM              |
| José Luis Rodríguez Hiciano                | Duarte                 |                   | PRM           | PRM              |
| Dorina Yajaira Rodríguez Salazar           | Duarte                 |                   | PRM           | PRM              |
| Gerardo Alfredo Casanova Jiménez           | El Seibo               |                   | PLD           | PLD              |
| Faustina Guerrero Cabrera                  | El Seibo               |                   | PRM           | PRM              |
| Juan Alberto Aquino Montero                | Elías Piña             |                   | PLD           | PLD              |
| Israel Porfirio Bienvenido Mañón Alcántara | Elías Piña             |                   | PRM           | PRM              |
| Carlos María García Gómez                  | Espaillat              |                   | FP            | PLD              |
| Carlos Alberto Amarante García             | Espaillat              |                   | PLD           | PLD              |
| José Miguel Ferreiras Torres               | Espaillat              |                   | PRM           | PRM              |
| Jefry José Grullón Lugo                    | Espaillat              |                   | PRM           | PRM              |
| Saury Antonio Mota Ramírez                 | Hato Mayor             |                   | PRD           | PRD              |
| Santiago Vilorio Lizardo                   | Hato Mayor             |                   | PRM           | PRM              |
| Charlene Canaán Cabrera                    | Hermanas Mirabal       |                   | FP            | PLD              |
| Félix Santiago Hiciano Almánzar            | Hermanas Mirabal       |                   | PRM           | PRM              |
| Gaddis Enrique Corporán Segura             | Independencia          |                   | PLD           | PPC              |
| Llanelis Matos Cuevas                      | Independencia          |                   | PRM           | PRM              |
| Francisco Antonio Solimán Rijo             | La Altagracia          |                   | APD           | APD              |
| Francisco Rodolfo Villegas Pérez           | La Altagracia          |                   | APD           | APD              |
| Hamlet Amado Sánchez Melo                  | La Altagracia          |                   | FP            | PLD              |
| Juan Julio Campos Ventura                  | La Altagracia          |                   | PLD           | PLD              |
| Aida Nilsa López Reyna de Ceballos         | La Altagracia          |                   | PLR           | PLR              |
| Eduard Alexis Espiritusanto Castillo       | La Romana              |                   | FP            | BIS              |
| Plutarco Pérez                             | La Romana              |                   | PLD           | PLD              |
| Eugenio Cedeño Areche                      | La Romana              |                   | PRM           | PRM              |
| Pedro Tomás Botello Solimán                | La Romana              |                   | PRSC          | PRSC             |
| Rosa Amalia Pilarte López                  | La Vega                | 1                 | DxC           | PRM              |
| Ángel Teófilo Estévez Estévez              | La Vega                | 1                 | PLD           | PLD              |
| José Rafael Hernández Portes               | La Vega                | 1                 | PLD           | PLD              |
| Agustín Burgos Tejada                      | La Vega                | 1                 | PRM           | PRM              |
| José David Pérez Reyes                     | La Vega                | 1                 | PRM           | PRM              |
| Carlos Máximo Mejía Abreu                  | La Vega                | 2                 | PLD           | PLD              |
| Rogelio Alfonso Genao Lanza                | La Vega                | 2                 | PRSC          | PRM              |
| Priscila Celvia D’Oleo Agüero              | María Trinidad Sánchez |                   | PLD           | PLD              |
| Jorge Hugo Cavoli Balbuena                 | María Trinidad Sánchez |                   | PRM           | PRM              |
| Napoleón López Rodríguez                   | María Trinidad Sánchez |                   | PRM           | PRM              |
| María Mercedes Fernández Cruz              | Monseñor Nouel         |                   | PLD           | PLD              |
| Orlando Antonio Martínez Peña              | Monseñor Nouel         |                   | PRM           | PRM              |
| Nolberto Ortiz de la Cruz                  | Monseñor Nouel         |                   | PRM           | PRM              |
| Rafael Antonio Abel Lora                   | Monte Cristi           |                   | PLD           | PLD              |
| Rosendy Joel Polanco Polanco               | Monte Cristi           |                   | PRM           | PRM              |
| Juan Suazo Marte                           | Monte Plata            |                   | PLD           | PLD              |
| Pedro Antonio Tineo Núñez                  | Monte Plata            |                   | PRM           | PRM              |
| Román de Jesús Vargas                      | Monte Plata            |                   | PRM           | PRM              |
| Héctor Darío Féliz Féliz                   | Pedernales             |                   | PRD           | PRD              |
| Edirda Yoalis de Oleo Peña                 | Pedernales             |                   | PRM           | PRM              |
| Ana Mercedes Rodríguez de Aguasvivas       | Peravia                |                   | PLD           | PLD              |
| Luis Alcides Báez                          | Peravia                |                   | PRM           | PRM              |
| Julito Fulcar Encarnación                  | Peravia                |                   | PRM           | PRM              |
| Ivannia Rivera Núñez                       | Puerto Plata           | 1                 | FP            | PLD              |
| Félix Antonio Castillo Rodríguez           | Puerto Plata           | 1                 | PLD           | PLD              |
| Julio Emíl Durán Rodríguez                 | Puerto Plata           | 1                 | PRM           | PRM              |
| Jhonny de Jesús Medina Santos              | Puerto Plata           | 1                 | PRM           | PRM              |
| Ramón Alberto Dorrejo Calvo                | Puerto Plata           | 2                 | PLD           | PLD              |
| Juan Agustín Medina Santos                 | Puerto Plata           | 2                 | PRM           | PRM              |
| Danny Rafael Guzmán Rosario                | Samaná                 |                   | PLD           | PLD              |
| Ramón Aníbal Olea Mejía                    | Samaná                 |                   | PRM           | PRM              |
| Ydenia Doñé Tiburcio                       | San Cristóbal          | 1                 | PLD           | PLD              |
| Eddy Oscar Montás Guerrero                 | San Cristóbal          | 1                 | PLD           | PLD              |
| Dionisio de la Rosa Rodríguez              | San Cristóbal          | 1                 | PRM           | PRM              |
| Gustavo Lara Salazar                       | San Cristóbal          | 1                 | PRM           | PRM              |
| Manuel Antonio Díaz Santos                 | San Cristóbal          | 2                 | PLD           | PLD              |
| Francisco Javier Paulino                   | San Cristóbal          | 2                 | PRM           | PRM              |
| Otoniel Tejeda Martínez                    | San Cristóbal          | 2                 | PRM           | PRM              |
| Tulio Jiménez Díaz                         | San Cristóbal          | 3                 | PLD           | PLD              |
| Frank Junior Guerrero Mateo                | San Cristóbal          | 3                 | PRM           | PRM              |
| Margarita Tejeda de la Rosa                | San Cristóbal          | 3                 | PRM           | PRM              |
| Josefa Altagracia Mejía Macea              | San José de Ocoa       |                   | FP            | PLD              |
| Altagracia Yarelys Encarnación Gerónimo    | San José de Ocoa       |                   | PRM           | PRM              |
| Nidio Encarnación Santiago                 | San Juan               |                   | Frente Amplio | Frente Amplio    |
| Franklin Ramírez de los Santos             | San Juan               |                   | Frente Amplio | Frente Amplio    |
| Mélido Mercedes Castillo                   | San Juan               |                   | FP            | PLD              |
| Fabiana Tapia Valenzuela                   | San Juan               |                   | PLD           | PLD              |
| Pedro César Mota Pacheco                   | San Pedro de Macorís   |                   | PLD           | PLD              |
| Fior Daliza Peguero Varela                 | San Pedro de Macorís   |                   | PRD           | PRD              |
| Luis Gómez Benzo                           | San Pedro de Macorís   |                   | PRM           | PRM              |
| Carlixta Carolina Paula de la Cruz         | San Pedro de Macorís   |                   | PRM           | PRM              |
| Rafaela Alburquerque de González           | San Pedro de Macorís   |                   | PRSC          | PLD              |
| Verónica María Contreras de Jesús          | Sánchez Ramírez        |                   | PLD           | PLD              |
| Geraldo Antonio Concepción Vargas          | Sánchez Ramírez        |                   | PRM           | PRM              |
| Sadoky Duarte Suárez                       | Sánchez Ramírez        |                   | PRM           | PRM              |
| Mateo Evangelista Espaillat Tavárez        | Santiago               | 1                 | DxC           | PRM              |
| Ramón Mayobanex Martínez Durán             | Santiago               | 1                 | PLD           | PLD              |
| Héctor Bienvenido Ramírez Bidó             | Santiago               | 1                 | PLD           | PLD              |
| Víctor Valdemar Suárez Díaz                | Santiago               | 1                 | PLD           | PLD              |
| Leonardo Alfonso Aguilera Quijano          | Santiago               | 1                 | PRM           | PRM              |
| Gregorio Domínguez Domínguez               | Santiago               | 1                 | PRM           | PRM              |
| Miguel Andrés Gutiérrez Díaz               | Santiago               | 1                 | PRM           | PRM              |
| Máximo Castro                              | Santiago               | 1                 | PRSC          | PRSC             |
| Rosa Hilda Genao Díaz                      | Santiago               | 2                 | PLD           | PLD              |
| José Benedicto Hernández Tejada            | Santiago               | 2                 | PLD           | PLD              |
| Francisco Alberto Díaz García              | Santiago               | 2                 | PRM           | PRM              |
| Braulio de Jesús Espinal Tavárez           | Santiago               | 2                 | PRSC          | PRSC             |
| Félix Michell Rodríguez Morel              | Santiago               | 3                 | FP            | PLD              |
| Víctor Manuel Fadul Lantigua               | Santiago               | 3                 | PLD           | PLD              |
| Magda Alina Altagracia Rodríguez Azcona    | Santiago               | 3                 | PLD           | PLD              |
| Luis René Fernández Tavárez                | Santiago               | 3                 | PRM           | PRM              |
| Nelson Rafael Marmolejos Gil               | Santiago               | 3                 | PRM           | PRM              |
| Nelsa Shoraya Suárez Ariza                 | Santiago               | 3                 | PRM           | PRM              |
| Esteban Antonio Cruz                       | Santiago Rodríguez     |                   | PLD           | PLD              |
| Nicolás Tolentino López Mercado            | Santiago Rodríguez     |                   | PRM           | PRM              |
| Ycelmary Brito O’Neal                      | Santo Domingo          | 1                 | FP            | FP               |
| Juan Carlos Echavarría Milané              | Santo Domingo          | 1                 | PLD           | PLD              |
| Luis Manuel Henríquez Beato                | Santo Domingo          | 1                 | PLD           | PLD              |
| Gilberto Antonio Balbuena Arias            | Santo Domingo          | 1                 | PRM           | PRM              |
| Ana Adalgiza del Carmen Abreu Polanco      | Santo Domingo          | 1                 | PRM           | PRM              |
| Amado Antonio Díaz Jiménez                 | Santo Domingo          | 1                 | PRM           | PRM              |
| Rafael Augusto Castillo Casado             | Santo Domingo          | 2                 | PLD           | PLD              |
| Bolívar Ernesto Valera Ariza               | Santo Domingo          | 2                 | PLD           | PLD              |
| Carlos Higinio de Jesús Veras              | Santo Domingo          | 2                 | PRM           | PRM              |
| José Francisco A. A. Santana Suriel        | Santo Domingo          | 2                 | PRM           | PRM              |
| Heriberto Aracena Montilla                 | Santo Domingo          | 3                 | FP            | FP               |
| Juan José Rojas Franco                     | Santo Domingo          | 3                 | PHD           | PRM              |
| Ysabel de la Cruz Javier                   | Santo Domingo          | 3                 | PLD           | PLD              |
| Carlos José Gil Rodríguez                  | Santo Domingo          | 3                 | PLD           | PLD              |
| Eduardo Hidalgo Abreu                      | Santo Domingo          | 3                 | PLD           | PLD              |
| Franklin Martínez                          | Santo Domingo          | 3                 | PLD           | PLD              |
| Pedro Julio Alcántara                      | Santo Domingo          | 3                 | PRM           | PRM              |
| Alexis Isaac Jiménez González              | Santo Domingo          | 3                 | PRM           | PRM              |
| José Moisés Ortiz López                    | Santo Domingo          | 3                 | PRM           | PRM              |
| Dulce Mercedes Quiñones                    | Santo Domingo          | 3                 | PRM           | PRM              |
| María Elisa Suárez Alcalá                  | Santo Domingo          | 3                 | PRM           | PLD              |
| Miguel Alberto Bogaert Marra               | Santo Domingo          | 4                 | BIS           | FP               |
| Aquilino Serrata Uceta                     | Santo Domingo          | 4                 | FP            | PLD              |
| Ana María Peña Raposo                      | Santo Domingo          | 4                 | PLD           | PLD              |
| Ignacio Aracena                            | Santo Domingo          | 4                 | PRM           | PRM              |
| Elías Báez de los Santos                   | Santo Domingo          | 4                 | PRM           | PRM              |
| Eduviges María Bautista Gomera             | Santo Domingo          | 4                 | PRM           | PRM              |
| Luis Rafael Sánchez Rosario                | Santo Domingo          | 4                 | PRM           | PRM              |
| Domingo Eusebio de León Mascaro            | Santo Domingo          | 5                 | PLD           | PLD              |
| Jesús Martínez Alberty                     | Santo Domingo          | 5                 | PLD           | PLD              |
| Getrude Ramírez Cabral                     | Santo Domingo          | 5                 | PLD           | PLD              |
| Alexánder Javier Cuevas                    | Santo Domingo          | 5                 | PRM           | PRM              |
| César Santiago Rutinel Domínguez           | Santo Domingo          | 5                 | PRM           | PRM              |
| Jesús Manuel Sánchez Martínez              | Santo Domingo          | 5                 | PRM           | PRM              |
| Rubén Darío Maldonado Díaz                 | Santo Domingo          | 6                 | FP            | FP               |
| Enriqueta Rojas Javier                     | Santo Domingo          | 6                 | FP            | PLD              |
| Emmanuel Morales Paulino                   | Santo Domingo          | 6                 | PLD           | PLD              |
| Sócrates Pérez Lorenzo                     | Santo Domingo          | 6                 | PLD           | PLD              |
| Damarys Vásquez Castillo                   | Santo Domingo          | 6                 | PLD           | PLD              |
| Betty Gerónimo Santana                     | Santo Domingo          | 6                 | PRM           | PRM              |
| Melvin Alexis Lara Melo                    | Santo Domingo          | 6                 | PRM           | PRM              |
| Diómedes Omar Rojas                        | Santo Domingo          | 6                 | PRM           | PRM              |
| Lucrecia Santana Leyba                     | Santo Domingo          | 6                 | PRM           | PRM              |
| Dolores Emilia Fermín Beltrán de Durán     | Valverde               |                   | PLD           | PLD              |
| José Francisco López Chávez                | Valverde               |                   | PRM           | PRM              |
| Gustavo Adolfo Rodríguez Espina            | Valverde               |                   | PRM           | PRM              |
| Kenia Felicia Bidó Parra de Dell’Aquila    | Ultramarin             | 1                 | PRM           | PRM              |
| Servia Augusta Familia Echabarría          | Ultramarin             | 1                 | PRM           | PRM              |
| Norberto Rodríguez Vásquez                 | Ultramarin             | 1                 | PRM           | PRM              |
| Ramón María Ceballo Martes                 | Ultramarin             | 2                 | PRM           | PRM              |
| Adelis de Jesús Olivares Ortega            | Ultramarin             | 2                 | PRM           | PRM              |
| Lily Germania Florentino Rosario           | Ultramarin             | 3                 | PRM           | PRM              |
| Julio César López Peña                     | Ultramarin             | 3                 | PRM           | PRM              |
| Pedro Antonio Martínez Moronta             | National               |                   | ALPAÍS        | PRM              |
| Juan Dionicio Rodríguez Restituyo          | National               |                   | Frente Amplio | PHD              |
| Miguel Ángel de los Santos Figueroa        | National               |                   | PCR           | PCR              |
| Radhamés Camacho Cuevas                    | National               |                   | PLD           | PLD              |
| Elías Wessin Chávez                        | National               |                   | PQDC          | PRSC             |

1. ↑  Numéro de circonscription
2. 1 2  (es) Abel Guzmán Then, « PLD pierde dos diputados por sentencias del TSE, pasan al PRM y PHD », sur Diario Libre, 14 août 2020 (consulté le 25 juin 2021).
3. 1 2 3  (es) « Pacheco Alfredo, Presidente de Diputados, juramentó nuevos diputados PRM », sur La voz del PRM, 11 novembre 2020 (consulté le 25 juin 2021).
4. ↑  (es) Ycell Suero, « Fuerza del Pueblo juramenta diputada que renunció del PLD », sur Diario Libre, 23 juin 2021 (consulté le 25 juin 2021).
5. ↑  (es) Javier Flores, « Diputada María Suárez Alcalá deja el PLD y se juramenta en el PRM », sur Listín Diario, 30 avril 2021 (consulté le 25 juin 2021).
6. ↑  (es) Paul Mathiasen, « Esposo de Zaida Polanco, que murió por Covid, la sustituirá en la Cámara de Diputados », sur Listín Diario, 10 mars 2021 (consulté le 25 juin 2021).
7. ↑  7 sièges sont réservés et élus par les dominicains de l'étranger
8. ↑  5 députés sont élus par décompte des voix totales sur le plan national